# Emilie Vouga-Pradez
 (mai 2024).
Pour les articles homonymes, voir Vouga.
Henriette Victorine Emilie Vouga-Pradez, née le 20 mai 1839 à Vevey et morte le 15 juin 1909 à Genève, est une peintre et éditrice suisse. Ses tableaux de fleurs et d'animaux signés « E. Vouga » connaissent une grande popularité à partir du milieu des années 1870. C'est surtout grâce aux impressions lithographiques en couleur publiées par sa propre maison d'édition Vouga et Cie que « Madame Vouga » devient célèbre dans le monde entier. De son vivant, elle est considérée comme une représentante importante de la peinture florale et animalière. 

## Biographie
Emilie Vouga-Pradez naît le 20 mai 1839 à Vevey.
Elle fait de la peinture son activité principale en 1872.
Grâce à des expositions, par exemple au Palais de l'Athénée à Genève, à Berne et à Zurich, elle se fait rapidement connaître en Suisse et au-delà, et les ventes marchent bien.
Autodidacte, elle fait un voyage touristique aux États-Unis et arrive à New York le 14 mai 1888 sur le Bourgogne en provenance du Havre.
Quatre ans plus tard, sur le Gascogne, elle voyage avec Louise Perrelet et arrive à New York le 16 mai 1892.